# رودي إسحاق
رودي إسحاق (بالإنجليزية: Rudi Isaacs)‏ (31 يناير 1986 بكيب تاون في جنوب أفريقيا - ) هو لاعب كرة قدم جنوب أفريقي في مركز الدفاع. شارك مع منتخب جنوب أفريقيا لكرة القدم. أما مع النوادي، فقد لعب مع سوبر سبورت يونايتد ونادي جامعة بريتوريا وموروكا سوالوز وVasco da Gama F.C. ‏ ونادي هيلانك.

## روابط خارجية
- رودي إسحاق على موقع قاعدة بيانات كرة القدم.إي يو (الإنجليزية)
- رودي إسحاق على موقع ناشيونال فوتبول تيمز (الإنجليزية)